# 2022年冬季奧林匹克運動會火炬接力
2022年冬季奥林匹克运动会火炬接力於2021年10月18日至2022年2月4日間舉行。它在希腊奥林匹亚点燃，終點為北京的奧運主場館北京国家体育场。此次傳遞首次實現机器人水下传递。最后主火炬由越野滑雪运动员迪妮格尔·衣拉木江和北欧两项运动员赵嘉文以将火炬插入大雪花台充当主火炬的方式点燃。

## 火炬

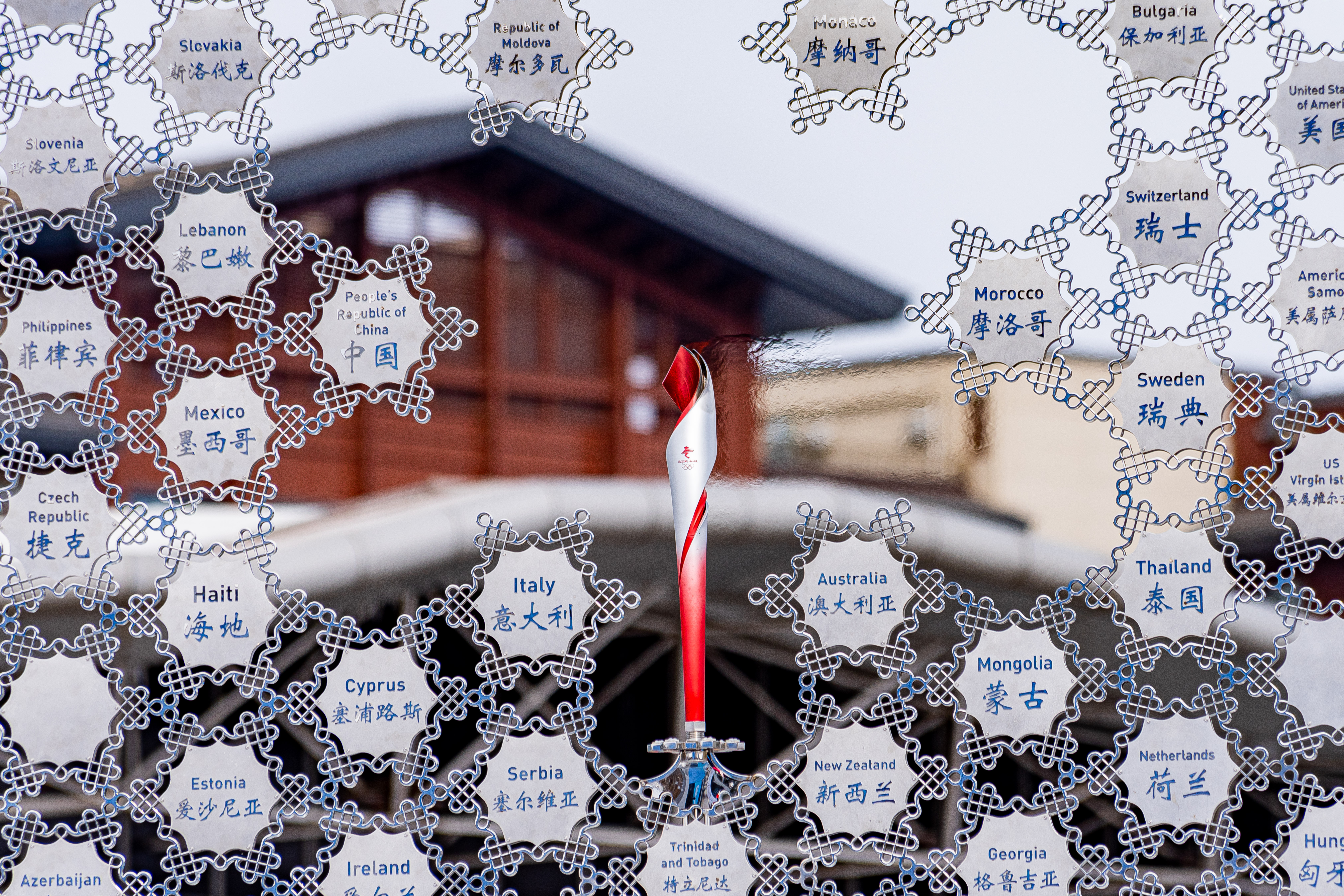
本届冬奥会的火炬亦充当主火炬台，可见较弱的焰色

该届冬奥的火炬“飞扬”于2021年2月4日晚，在国家游泳中心举行的倒计时一周年活动上公布。该届冬奥火炬以氫氣为燃料，颜色为红色和银色，并附有祥云纹样和雪花图案，红色线条象征冰雪赛道及永恒的火种，燃烧器出口处安装有喷涂碱金属的格栅，以提供焰色反应。火炬接力标志、火种台则于2021年10月20日由北京冬奥组委对外公布。

## 火炬手
受2019冠状病毒病疫情影响，此次火炬传递路线大幅度缩减，中国大陆境内的火炬手数量仅有约1200人。火炬手服装设计于2021年10月20日由北京冬奥组委对外公布。

## 火炬接力传递路线
2022年北京冬奥会圣火采集仪式于2021年10月18日11:30（UTC+3）在希腊古奥林匹亚遗址举行。扮演祭司的女演员采用凸面鏡反射太阳光的传统方式完成圣火的采集，曾参加2018年平昌冬奥会的希腊高山滑雪运动员雅尼斯·安东尼奥担任本届冬奥会的首位火炬手，將聖火傳給中國前男子短道速滑運動員李佳军。作为主办国的官方媒体，中国中央电视台并没有对仪式进行现场直播，而是在北京时间晚些时候录播。受2019冠状病毒疾病疫情的影响，圣火不会在希腊境内进行传递，在雅典衛城停留一晚后，19日在帕那辛納克體育場（又译“泛雅典体育场”）举办圣火交接仪式。希腊境内的最后一位火炬手为該國女滑雪运动员帕拉斯凯维·拉多普卢（Paraskevi Ladopoulou），随后北京冬奥组委代表、国际奥委会副主席于再清从希腊奥委会主席斯皮洛斯·卡普拉洛斯手中接过圣火，将其送往中国，10月20日凌晨抵达北京首都国际机场。
受2019冠状病毒病疫情影响，该届冬奥火炬进入中国大陆境内后仅在张家口、延庆和北京市区三个冬奥赛区内进行实体传递，同时整个传递过程均不对外开放，时间安排在2022年2月2日至4日。此次火炬传递也成为70年来路径最短的冬奥实体火炬传递之一。火炬具体传递路线于2022年1月公布，共有12个传递区域（不含主体育馆），其中11个位于闭环外，另1个位于闭环内，赛区方面，北京市区（含近郊区）、北京延庆区和张家口市设有的闭环外传递区域分别为4个、2个和5个。

### 聖火採集及希臘境內活動
| 希腊境内传递路线 | 希腊境内传递路线 | 希腊境内传递路线                                         | 希腊境内传递路线 |
| 日期             | 地点             | 备注                                                     | 地图             |
| ---------------- | ---------------- | -------------------------------------------------------- | ---------------- |
| 10月18日         | 奧林匹亞         | 在赫拉神庙前的古奧林匹亞遗址举行“奥林匹克圣火点火仪式”。 | 奧林匹亞雅典     |
| 10月19日         | 雅典             | 于雅典衛城停留一晚。                                     | 奧林匹亞雅典     |
| 10月19日         | 雅典             | 在泛雅典体育场举行「奥林匹克圣火交接仪式」。             | 奧林匹亞雅典     |

### 中國大陸境內火种展示活动（第一、二阶段）
| 中国大陆展示活动 | 中国大陆展示活动        | 中国大陆展示活动               |
| 年份             | 日期                    | 地点                           |
| ---------------- | ----------------------- | ------------------------------ |
| 2021年           | 10月20日起 （第一阶段） | 北京奥林匹克塔                 |
| 2021年           | 12月7日                 | 中国石化总部                   |
| 2021年           | 12月9日                 | 北京邮电大学                   |
| 2021年           | 12月13日                | 首钢园                         |
| 2021年           | 12月15日                | 中国三峡集团总部               |
| 2021年           | 12月16日                | 伊利集团总部                   |
| 2021年           | 12月29日                | 北京世园公园                   |
| 2022年           | 1月4日                  | 中国银行東安門培训中心         |
| 2022年           | 1月5日                  | 中国人保大厦                   |
| 2022年           | 1月15日                 | 中国冰雪奥运展示中心           |
| 2022年           | 1月20日                 | 北京阿里中心                   |
| 2022年           | 1月24日                 | 英特尔北京2022年冬奥会体验中心 |
| 2022年           | 1月25日                 | 中国石油大厦                   |

### 中國大陸境內火炬展示活动（第三阶段）
| 中国大陆展示活动 | 中国大陆展示活动 | 中国大陆展示活动 | 中国大陆展示活动 |
| 年份             | 日期             | 省               | 站点             |
| ---------------- | ---------------- | ---------------- | ---------------- |
| 2021年           | 12月25日         | 吉林省           | 吉林站           |
| 2021年           | 12月26日         | 吉林省           | 长春站           |
| 2021年           | 12月27日         | 吉林省           | 长白山站         |
| 2021年           | 12月28日         | 吉林省           | 通化站           |
| 2022年           | 1月5日           | 黑龙江省         | 哈尔滨站         |
| 2022年           | 1月6日           | 黑龙江省         | 大庆站           |
| 2022年           | 1月7日           | 黑龙江省         | 齐齐哈尔站       |

### 中國大陸境內傳遞路線（第四阶段）
| 中国大陆传递路线 | 中国大陆传递路线       | 中国大陆传递路线                                                                             | 中国大陆传递路线                                                                 |
| 日期             | 地区                   | 传递路线                                                                                     | 地图                                                                             |
| ---------------- | ---------------------- | -------------------------------------------------------------------------------------------- | -------------------------------------------------------------------------------- |
| 2月2日           | 北京市城区             | 奥林匹克森林公园（闭环外区域） → 北京冬奥公园                                                | 奥林匹克森林公园北京冬奥公园八达岭长城世界葡萄博览园                             |
| 2月3日           | 北京市延庆区           | 八达岭长城 → 世界葡萄博览园                                                                  | 奥林匹克森林公园北京冬奥公园八达岭长城世界葡萄博览园                             |
| 2月3日           | 河北省张家口市         | 阳原泥河湾遗址公园 → 张北德胜村 → 张家口工业文化主题公园 → 崇礼富龙滑雪场 → 张家口大境门遗址 | 阳原泥河湾遗址公园张北德胜村张家口工业文化主题公园崇礼富龙滑雪场张家口大境门遗址 |
| 2月4日           | 北京市城区（含近郊区） | 颐和园 → 大运河森林公园 → 奥林匹克森林公园（闭环内区域）                                     | 颐和园大运河森林公园奥林匹克森林公园北京國家體育場                               |
| 2月4日           | 北京市城区（含近郊区） | 2022年冬季奧林匹克運動會開幕典禮 （北京國家體育場）                                          | 颐和园大运河森林公园奥林匹克森林公园北京國家體育場                               |

## 聖火燃點

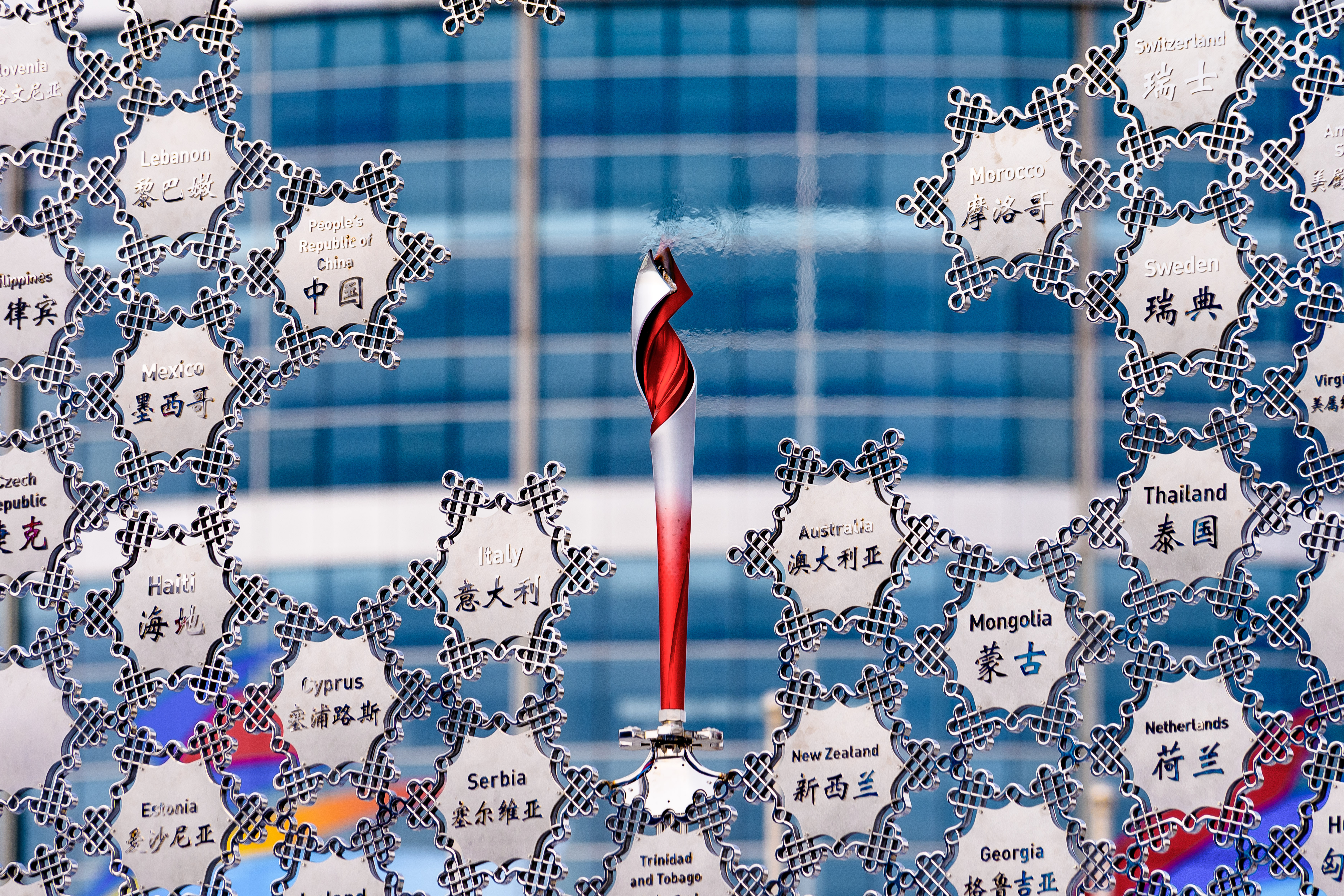
延庆赛区主火炬台，该火炬台为唯一设置于闭环外的火炬台

开幕式会场内的火炬手由出生于不同年代的中国运动员担任，依次为1950年代的赵伟昌（前速度滑冰运动员、1980年冬奥会中国队旗手）、1960年代的李琰（前短道速滑运动员、中国短道速滑队前任主教练）、1970年代的楊揚（前短道速滑运动员、首位获冬奥金牌的中国选手）、1980年代的苏炳添（短跑运动员、男子100米亚洲纪录保持者）、1990年代的周洋（前短道速滑运动员、2010年和2014年冬奥会金牌得主）、2000年代的迪妮格尔·衣拉木江（越野滑雪运动员）和赵嘉文（北欧两项运动员）。其中迪妮格尔·衣拉木江和赵嘉文传过最后一棒火炬后直接将手中火炬插在大雪花台的中央，充当主火炬台。
主办方在北京赛区国家体育场外、张家口赛区和延庆赛区也各设有一个分火炬台，三个分火炬台造型与主场馆内的一致，当中的火炬均在2月4日晚，以点燃者手中火炬点燃火炬台上另一支火炬的方式点燃。其中北京国家体育场外的火炬台由中国建科建筑师、冬奥志愿者代表张军英点燃，张家口赛区的主火炬台位于太子城站前的颁奖广场，由北京体育大学的宣化籍学生、前自由式滑雪运动员王文卓点燃；延庆赛区的主火炬台则位于延庆区的冬奥城市文化广场，为唯一设在闭环外的主火炬台，由一名参与冰雪运动的10岁小学生点燃。

## 爭議
- 有人权活动人士在2021年10月18日进行的火炬燃点仪式上展示一条写有禁止种族灭绝运动会的横额，以抗议中华人民共和国的人权纪录，并呼吁抵制北京冬奥；17日进行彩排仪式时，前香港大专学界国际事务代表团成员邵岚和18岁西藏学生Tsela Zoksang在雅典卫城攀爬到正在布置的鹰架上面，分别举起「雪山狮子旗」与「光复香港，时代革命旗」，呼喊「解放西藏」、「抵制北京2022」、「无自由，无奥运」等口号。之后示威者們遭到雅典警方逮捕。[39][40][41]對抗議者的審判工作原定於冬奧開幕一天前進行，後來推遲至2022年下半年[42]。最终抗议人士于2022年11月被希腊法庭宣判无罪，并获释放[43]。
- 2022年2月2日，在北京冬奧公園舉行的北京冬奧會火炬傳遞活動中，曾經參與過2020年中印邊境衝突的解放軍軍官祁發寶擔任火炬手，引發了印度方面的不滿[44]，印度官方也决定不派外交官出席北京冬奥开幕式和闭幕式。[45]
- 主办方选定维吾尔族运动员迪妮格尔·衣拉木江为最后一棒火炬手之一，这一选择被外界普遍视为中国针对新疆种族灭绝指控所释放的一大讯息[46]。世界維吾爾代表大會发言人表示中国这一举动是在将奥运政治化，而国际奥委会对于世界維吾爾代表大會的相关警告置若罔闻[47]，美国驻联合国大使琳达·托马斯-格林菲尔德则称：“这是中国为分散我们对当前问题的注意所做出的努力。”[48]对于火炬手选择的问题，国际奥林匹克委员会发言人马克·亚当斯表示衣拉木江作为该届冬奥的一名参赛选手，无论她来自哪里，拥有何种背景，都有权参加任何比赛及典礼[47]。中华人民共和国外交部发言人赵立坚在2月7日的例行发布会上回应相关提问时称，北京冬奥火炬手的选拔有明确标准，会综合各方面因素，以充分体现广泛代表性，而包括衣拉木江在内的各族运动员加入中国体育代表团侧面体现中国的民族团结[49]。中国日报于2022年3月对衣拉木江进行视频采访，衣拉木江在采访中对于相关质疑表示困惑。[50]